# 赤木美絵
赤木 美絵（あかぎ みえ、5月2日 - ）は、日本の女性声優。大阪府出身。1998年から2008年までシグマ・セブンに所属していた。
日本大学芸術学部卒業。

## 出演

### テレビアニメ
- 名探偵コナン（2001年） - ウエイトレス 役
- 犬夜叉（2002年） - 若い女 役
- MEZZO -メゾ-（2004年） - 真央 役

### 劇場アニメ
- 名探偵コナン 天国へのカウントダウン（2001年） - ドーナツ売子 役

### OVA
- ゲートキーパーズ21（2002年） - 朝木 役

### ドラマCD
- トリニティ・ブラッド Rage Against the Moons - 妖精B 役

### 吹き替え
- ジェリー・スプリンガー・ショー
- ナンナーク（ノヴィス）
- ベニスで恋して（エリゼオ・ソンブロム）

### テレビナレーション
- ザ!世界仰天ニュース
- 世界痛快伝説!!運命のダダダダーン!
- たけしの誰でもピカソ Mr.マリックスペシャル
- 爆笑問題の開け!記憶の扉

### CMナレーション
- 角川書店
- 千葉銀行
- ネッツトヨタ

### その他
- NTTドコモ東海（音声情報サービス）